# Brabham BT48
La Brabham BT48, chiamata anche Brabham-Alfa BT48, è una monoposto di Formula 1, costruita dalla scuderia britannica Brabham per partecipare al campionato mondiale di Formula Uno del 1979.
La monoposto andava a sostituire la precedente BT46, la cui versione "B" era stata dichiarata irregolare dopo una gara dalla FIA perché era dotata al posteriore di una ventola che massimizzava l'effetto suolo.
Nel mentre Gordon Murray stava progettando una vettura completamente nuova, la BT47 che avrebbe estremizzato i concetti della BT46B con due ventole poste in modo diverso ma con lo stesso scopo.
Progettata da Gordon Murray, era dotata di un nuovo motore Alfa Romeo V12, che andava a rimpiazzare il precedente 12 cilindri boxer.